# Betrug (Deutschland)
Beim Betrug handelt es sich um einen Tatbestand des deutschen Strafrechts. Er zählt zu den Vermögensdelikten im engeren Sinne und ist in § 263 StGB geregelt. Die Strafnorm bezweckt den Schutz des Vermögens. Sie erfasst Verhaltensweisen, mit denen jemand einen anderen durch Täuschung dazu bewegt, über eigenes oder fremdes Vermögen zu verfügen und dadurch einen Vermögensschaden zugunsten des Täters oder eines Dritten herbeizuführen. Charakteristisch für den Betrugstatbestand ist, dass der Vermögensschaden unmittelbar durch das getäuschte Opfer herbeigeführt wird. Daher wird der Betrug als Selbstschädigungsdelikt bezeichnet.
Betrug wird mit Freiheitsstrafe bis zu fünf Jahren oder Geldstrafe bestraft, in besonders schweren Fällen mit Freiheitsstrafe von sechs Monaten bis zu zehn Jahren.
Die praktische Bedeutung des Betrugstatbestands ist äußerst groß. Die Zahl der angezeigten Fälle liegt seit vielen Jahren im oberen sechsstelligen Bereich. 2024 wurden 743.472 Betrugstaten angezeigt, womit der Betrug das am häufigsten gemeldete Vergehen nach dem Diebstahl (§ 242 StGB) darstellt. Von besonders großer Bedeutung ist der Betrug gemeinsam mit dem Tatbestand der Untreue (§ 266 StGB) im Wirtschaftsstrafrecht.
Das österreichische Strafrecht enthält mit § 146 StGB eine inhaltlich im Wesentlichen vergleichbare Strafnorm. Auch der Schweizer Betrugstatbestand (Artikel 146 StGB) ähnelt der deutschen Strafnorm, weist allerdings höhere Anforderungen auf. Als Betrug kommen dort lediglich Tathandlungen in Frage, die arglistig sind. Dies klammert Fälle aus dem Betrugstatbestand aus, in denen das Opfer seinen Irrtum durch ein Minimum an zumutbarer Vorsicht hätte vermeiden können. Noch restriktiver ist der französische Betrugstatbestand (Art. 313-1 code penal) formuliert, der lediglich ausgewählte Täuschungshandlungen erfasst. In England und in Wales besitzt die Betrugsstrafbarkeit demgegenüber geringere Anforderungen als in Deutschland. Dort genügt es für die Annahme eines Betrugs, wenn der Täter den Eintritt eines Vermögensschadens anstrebt. Ob ein solcher eintritt, ist anders als in Deutschland unerheblich.

## Normierung und Schutzgut
Der Tatbestand des Betrugs lautet seit seiner letzten Veränderung am 1. Juli 2017 wie folgt:
(2) Der Versuch ist strafbar.
(3) In besonders schweren Fällen ist die Strafe Freiheitsstrafe von sechs Monaten bis zu zehn Jahren. Ein besonders schwerer Fall liegt in der Regel vor, wenn der Täter
1. gewerbsmäßig oder als Mitglied einer Bande handelt, die sich zur fortgesetzten Begehung von Urkundenfälschung oder Betrug verbunden hat,
2. einen Vermögensverlust großen Ausmaßes herbeiführt oder in der Absicht handelt, durch die fortgesetzte Begehung von Betrug eine große Zahl von Menschen in die Gefahr des Verlustes von Vermögenswerten zu bringen,
3. eine andere Person in wirtschaftliche Not bringt,
4. seine Befugnisse oder seine Stellung als Amtsträger oder Europäischer Amtsträger mißbraucht oder
5. einen Versicherungsfall vortäuscht, nachdem er oder ein anderer zu diesem Zweck eine Sache von bedeutendem Wert in Brand gesetzt oder durch eine Brandlegung ganz oder teilweise zerstört oder ein Schiff zum Sinken oder Stranden gebracht hat.
(4) § 243 Abs. 2 sowie die §§ 247 und 248a gelten entsprechend.
(5) Mit Freiheitsstrafe von einem Jahr bis zu zehn Jahren, in minder schweren Fällen mit Freiheitsstrafe von sechs Monaten bis zu fünf Jahren wird bestraft, wer den Betrug als Mitglied einer Bande, die sich zur fortgesetzten Begehung von Straftaten nach den §§ 263 bis 264 oder 267 bis 269 verbunden hat, gewerbsmäßig begeht.
Der Betrugstatbestand dient primär dem Schutz des Vermögens, nach einer teilweise vertretenen Sichtweise zusätzlich dem Schutz der Handlungs- und die Dispositionsfreiheit des Vermögensinhabers. Die Vorschrift soll verhindern, dass eine Person aufgrund einer Täuschung über ihr Vermögen verfügt und sich hierdurch schädigt.
Umstritten ist, welche Gegenstände zum strafrechtlich geschützten Vermögen zählen: Die Rechtsprechung vertritt im Ausgangspunkt einen rein wirtschaftlichen Vermögensbegriff, der alle Güter einschließt, die faktisch einen Geldwert besitzen. Das Schrifttum vertritt hingegen überwiegend den juristisch-ökonomischen Vermögensbegriff, wonach lediglich solche Vermögenswerte geschützt werden, die durch die Rechtsordnung anerkannt werden. Der Streitstand wirkt sich in Fällen aus, in denen der Getäuschte über einen Anspruch aus einer verbotenen oder sittenwidrigen Geschäftsbeziehung verfügt. Während solche Ansprüche nach dem wirtschaftlichen Vermögensbegriff unter strafrechtlichem Schutz stehen, klammert die juristisch-ökonomische Sichtweise solche Ansprüche aus. In der Rechtspraxis fallen die Unterschiede zwischen beiden Standpunkten mittlerweile gleichwohl gering aus, weil sich die Rechtsprechung inzwischen dem juristisch-ökonomischen Vermögensbegriff stark angenähert hat. So schützt auch sie kein Vermögen, das zu groben Rechtsverstößen genutzt wird, um einen Widerspruch zwischen dem Strafrecht und der übrigen Rechtsordnung zu vermeiden. So verneinte sie vor Inkrafttreten des ProstG in einem Fall, in dem ein Freier eine Dirne um die Vergütung prellte, das Vorliegen eines Betrugs, weil Prostitutionsverträge als sittenwidrig (§ 138 BGB) erachtet wurden.
Als vermögenswerte Positionen kommen insbesondere das Eigentum, der Besitz sowie Ansprüche in Betracht. Auch Gewinnaussichten gelten als Vermögen, sofern deren Realisierung wahrscheinlich ist. Staatliche Sanktionen, die sich finanziell auswirken, werden hingegen nicht durch den Betrugstatbestand geschützt. Daher ist § 263StGB nicht einschlägig, wenn sich der Täter durch Täuschung der Vollstreckung einer Geldstrafe oder der Bezahlung einer Geldbuße entzieht. Durch den Betrugstatbestand geschützt werden hingegen staatliche Leistungen und die hierfür als Gegenleistung entrichteten Gebühren.

## Entstehungsgeschichte

### Bewertung betrügerischer Verhaltensweisen als unselbstständige Ausprägungen desfurtumund dercrimina falsi
Den Rechtsordnungen der Antike und des Mittelalters war ein eigenständiges Betrugsdelikt fremd. Täuschungshandlungen, die heute als Betrug aufgefasst werden, ordnete die damalige Rechtspraxis anderen Deliktsgruppen zu, insbesondere dem diebstahlsähnlichen furtum und den Fälschungsdelikten (crimina falsi). In der Spätantike bildete sich zudem der Tatbestand der Schufterei (stellionatus) heraus, der vor arglistigen Vermögensschädigungen schützte und daher von manchen Autoren als Frühform des Betrugs gedeutet wird. Die tatbestandlichen Konturen dieser Figur blieben in der Praxis allerdings derart unklar, dass sie lediglich geringe praktische Relevanz besaß. Weit häufiger wurden betrügerische Vermögensschädigungen lediglich auf zivilrechtlichem Weg abgewickelt. Daher und weil die crimina falsi Fälschungen bestraften, die typischerweise der Vorbereitung von Betrugshandlungen dienten, wurde ein eigenständiges Betrugsdelikt überwiegend als nicht erforderlich angesehen. Diese Einschätzung lag noch der Constitutio Criminalis Carolina von 1532 zugrunde, die auf einen entsprechenden Tatbestand verzichtete, allerdings mehrere Fälschungshandlungen unter Strafe stellte.

### Herausbildung eines eigenständigen Betrugstatbestands als Vermögensdelikt
Spätere Gesetzbücher begannen damit, den Betrug als eigenständiges Delikt zu begreifen. Einen entsprechenden Ansatz enthielt das preußische allgemeine Landrecht (prALR) von 1794, das in § 1256 Abs. 2 einen Betrugstatbestand formulierte. Hiernach galt als Betrug das Veranlassen eines Irrtums, der dazu führt, dass ein Anderer in seinen Rechten beeinträchtigt wird. Diese Norm ähnelte in ihren Grundzügen dem heutigen § 263 StGB, verzichtete allerdings auf einen spezifischen Vermögensbezug, indem sie den Eintritt einer beliebigen Rechtsbeeinträchtigung zur Vollendung genügen ließ. Daher handelte sich daher nicht um ein Vermögensdelikt; der Betrugstatbestand diente vielmehr dem Schutz der Wahrheit vor Verfälschung. Aufgrund dieser Zielsetzung fungierte das Betrugsdelikt, das keine eigenständige Strafandrohung enthielt, im Wesentlichen als Annex zu den Fälschungsdelikten. Eine weite Schutzzweckbestimmung des Betrugs lag auch dem Strafgesetzbuch für das Königreich Bayern von 1813 zugrunde, dessen Verfasser Feuerbach die Funktion des Betrugstatbestands im Schutz der Freiheit der Willensbestimmung sah.
Als sich in der Strafrechtswissenschaft der Standpunkt immer stärker durchsetzte, wonach Strafnormen dem Schutz spezifischer, präzise umschriebener Güter dienen sollen, erschien die Wahrheit als Schutzgut zunehmend zu breit gefasst. Aus dieser Kritik entwickelte sich allmählich eine Auffassung, die das Unrecht des Betrugs in der täuschungsbedingten Vermögensschädigung sah. Diese Entwicklung wurde durch einen Wandel der wirtschaftlichen Verhältnisse begleitet, der zum Entstehen neuer Formen vermögensbezogener Kriminalität führte, die das Bedürfnis nach einem stärkeren strafrechtlichen Vermögensschutz weckten. Ein vermögensbezogenes Verständnis des Betrugsdelikt prägten zunächst der französische code pénal von 1810 mit dem Tatbestand der escroquerie, im Anschluss das preußische Strafgesetzbuch (prStGB) von 1851. Nach § 241 prStGB machte sich strafbar, wer in gewinnsüchtiger Absicht das Vermögen eines Anderen dadurch beschädigte, dass er durch Vorbringen falscher oder durch Entstellen oder Unterdrücken wahrer Tatsachen einen Irrtum erregte.
Der preußische Betrugstatbestand wurde nach geringfügigen Veränderungen als § 263 in das Strafgesetzbuch des Norddeutschen Bunds aus dem Jahr 1870 und zwei Jahre später in das des Deutschen Reichs übernommen. Stärker als das prStGB behandelten diese Gesetzbücher Betrug und Fälschung als unterschiedliche Deliktsgruppen, wodurch sie deren jeweilige Eigenständigkeit herausstellten.

### Weiterentwicklung des § 263 StGB

#### Ergänzung des Betrugstatbestands um betrugsverwandte Spezialdelikte
Die weitere Entwicklung des Betrugsstrafrechts war von der Entwicklung zahlreicher betrugsverwandter Spezialdelikte gekennzeichnet. Während § 263 StGB in der Kaiserzeit inhaltlich unverändert blieb, begann der Gesetzgeber damit, ausgewählte betrugsnahe Verhaltensweisen in eigenständigen Tatbeständen auszuformen, um diesen effektiver zu begegnen. Anlass hierzu gab die in der Gründerzeit aufkommende Wirtschaftskriminalität. Zu den neu geschaffenen Tatbeständen zählen etwa die Bilanzfälschung (§ 331 HGB) und der Gründungsschwindel (§ 82 GmbHG, § 399 AktG), die sich gegen ausgewählte Täuschungshandlungen mit hohem Schädigungspotential richteten. Im Unterschied zum Betrugstatbestand verzichteten die Normen auf den Nachweis eines Vermögensschadens und erleichterten dadurch deren Anwendung in der Praxis. Kurz darauf folgte ein eigenständiges Verbot irreführender Werbung (§ 16 UWG), das täuschungsgeeignete Werbung verbot.
Die Ergänzung des Betrugstatbestands um betrugsnahe Delikte entwickelte sich zu einer Gesetzgebungstechnik, die auch später vielfach genutzt wurde. So schuf der Gesetzgeber durch die Gesetze zur Bekämpfung der Wirtschaftskriminalität von 1976 und 1986 mehrere neue Strafnormen, die bestimmte betrugsnahe – typischerweise betrugsvorbereitende – Handlungen separat unter Strafe stellten. Hierzu zählen insbesondere die Tatbestände des Subventionsbetrugs (§ 264 StGB), des Kreditbetrugs (§ 265b StGB) und des Kapitalanlagebetrugs (§ 264a StGB). Im Vergleich zum Betrug verzichten diese Delikte auf den Nachweis eines Vermögensschadens, um betrügerische Verhaltensweisen bei Subventionen, Krediten und Kapitalanlagen effektiver abzuwehren. Daher handelt es sich um abstrakte Vermögensgefährdungsdelikte. 2017 folgten mit § 265c-§ 265e StGB mehrere Delikte zur Bekämpfung des Sportwettbetrugs und der Manipulation von Sportwettbewerben. Diese Normen stellen das Manipulieren des Wettbewerbs sowie das Motivieren eines anderen zu einer solchen Tat unter Strafe. Der Gesetzgeber wollte durch die neuen Tatbestände Situationen erfassen, die typischerweise einem Betrug vorgelagert sind, da der Nachweis des späteren Betrugs oft mit großen Schwierigkeiten verbunden ist. Dementsprechend verzichten auch diese Normen auf den Eintritt eines Vermögensschadens. Auch bei diesen Delikten handelt es sich damit um abstrakte Gefährdungsdelikte.
Eine andere Funktion erfüllt demgegenüber der Tatbestand des Computerbetrugs, der die betrugsähnliche Überlistung von Computern strafrechtlich erfasst. Mit dieser Norm reagierte der Gesetzgeber auf eine Strafbarkeitslücke, die aus dem zunehmenden Einsatz elektronischer Datenverarbeitungsanlagen im Geschäftsverkehr folgte: Wurde eine solche Anlage in einer betrugsähnlichen Weise überlistet, etwa durch das Einführen falscher Daten, schied eine Strafbarkeit wegen Betrugs aus, da ein Computer anders als ein Mensch keinem Irrtum unterliegen kann. Der Tatbestand des Betrugs war somit nicht erfüllt.

#### Einführung von besonders schwerem Fall und Qualifikationen bei § 263 StGB
Zum 1. Juni 1933 ergänzte Hitler diese Norm um einen besonders schweren Fall als Strafzumessungsvorschrift, der einen gegenüber der einfachen Variante erhöhten Strafrahmen vorsah. Ein besonders schwerer Fall lag insbesondere vor, wenn der Täter das Wohl des Volks schädigte, einen besonders großen Schaden herbeiführte oder besonders arglistig handelte.
Mit Wirkung zum 1. Oktober 1953 wurden in der Bundesrepublik die Regelbeispiele aus dem Betrugstatbestand entfernt, der besonders schwere Fall jedoch als unbestimmter Strafschärfungsgrund im Gesetz belassen.
Durch das Sechste Strafrechtsreformgesetz von 1998 schuf der Gesetzgeber fünf neue Regelbeispiele, die den besonders schweren Fall wieder konkretisierten. Diese wurden in Anlehnung an verschiedene Delikte gestaltet, etwa den Diebstahl und den Bankrott (§ 283 StGB). Zusätzlich erarbeitete der Gesetzgeber einen Qualifikationstatbestand, der der effektiveren Bekämpfung der organisierten Kriminalität dient. Er ordnet eine verschärfte Strafandrohung für gewerbs- und bandenmäßig begangene Betrugstaten an.

### DDR
Das Strafgesetzbuch (DDR) stellte Betrug in § 159 unter Strafe (schwere Fälle § 162, ab 1. Juli 1990 § 164); Taten gegen privates Eigentum waren bis 30. Juni 1990 gesondert in § 178 (schwere Fälle § 181) geregelt.

## Tatbestand

### Täuschen über eine Tatsache

#### Tatsache
Eine Strafbarkeit wegen Betrugs setzt zunächst voraus, dass der Täter einen Anderen über eine Tatsache täuscht. Bei einer Tatsache handelt es sich um einen Sachverhalt, über dessen Vorliegen Beweis geführt werden kann. Dies trifft beispielsweise auf die Beschaffenheit einer Sache, die Identität, die Einkünfte oder die Zahlungsfähigkeit einer Person zu. Getäuscht werden kann auch über voluntative Elemente wie die eigene Zahlungswilligkeit; solche Elemente werden als innere Tatsachen bezeichnet. Auch unbeweisbare Dinge, etwa die Möglichkeit der Teufelsaustreibung, können als Tatsachen im Sinne des Betrugstatbestands gelten, falls der Täter sie gegenüber seinem Opfer als beweisbar darstellt.
Abzugrenzen sind Tatsachen von für den Betrugstatbestand unbeachtlichen Meinungsäußerungen. Hierzu zählen beispielsweise anpreisende Werbeaussagen, die keine beweisbaren Sachinformationen enthalten, sowie das Behaupten eines nicht bestehenden Rechtsanspruchs. Über die bloße Behauptung einer Rechtsansicht geht es jedoch hinaus, wenn der Täter wahrheitswidrig das Vorliegen anspruchsbegründender Voraussetzungen behauptet, etwa das Bestehen eines Vertrags. Ob ein solcher abgeschlossen wurde, ist dem Beweis zugänglich, weswegen es sich um eine Tatsache handelt, über die getäuscht werden kann.

#### Täuschen
Die Tathandlung des Täuschens bezeichnet das Vorspiegeln, Entstellen oder Unterdrücken einer Tatsache. Täuschen kann der Täter sowohl ausdrücklich als auch durch schlüssiges Handeln. Ausdrücklich täuscht etwa, wer in eine Rechnung falsche Posten einsetzt oder über die Beschaffenheit eines Produkts falsche Angaben macht. Um eine konkludente Täuschung handelt es sich hingegen, wenn der Täter durch schlüssiges Handeln einen unzutreffenden Anschein erweckt. Ein solcher entsteht dadurch, dass der Rechtsverkehr dem Handeln des Täters einen Erklärungswert beimisst. Wer etwa eine entgeltliche Leistung in Anspruch nimmt, erklärt hierdurch konkludent, dass er zahlungskräftig und -willig sei, da es sich hierbei um die Grundlage des Leistungsaustauschs handelt. Dies gilt beispielsweise für das Tanken an Selbstbedienungstankstellen. Gleiches gilt bei Sportwetten: Nimmt jemand an einer solchen Wette teil, erklärt er hierdurch, nicht durch Manipulation auf den Ausgang des Sportereignisses eingewirkt zu haben, da dies die Geschäftsgrundlage darstellt. Ähnlich verhält es sich beim Doping.
Durch schlüssiges Handeln täuscht ferner, wer Lotterielose verkauft und den Haupttreffer zurückhält, da der Loskäufer davon ausgehen darf, dass er beim Erwerb eines Loses mit diesem einen Hauptgewinn ziehen kann. Eine konkludente Täuschung liegt ebenfalls vor, wenn jemand ein kostenpflichtiges Internetangebot so gestaltet, dass den Nutzern die Kostenpflichtigkeit verborgen bleibt („Abofalle“). Gleiches gilt für Lockanrufe: Hierbei wählt jemand zahlreiche Nummern an und bricht nach einmaligem Läuten ab. Der Täter baut darauf, dass möglichst viele Angerufene zurückrufen, wobei sie unbewusst eine mit hohen Kosten verbundene Mehrwertnummer anwählen. Die Täuschung liegt in der Vorspiegelung eines Gesprächswillens und im Erwecken des Eindrucks, der Rückruf sei nicht mit außerordentlichen Kosten verbunden.
Grundsätzlich keine konkludente Täuschung liegt vor, wenn jemand einen bestehenden Irrtum lediglich ausnutzt, etwa indem er sich beim Umtausch ausländischer Banknoten bewusst einen zu hohen Gegenwert auszahlen lässt. Die Teilnehmer des Rechtsverkehrs sind im Grundsatz nicht dazu verpflichtet, andere über deren Fehlvorstellungen aufzuklären. Anderes gilt jedoch, wenn der Täter bei einem anderen unbewusst eine Fehlvorstellung auslöst; in diesem Fall ist er aufgrund seiner Verantwortlichkeit für die Fehlvorstellung verpflichtet, den anderen über deren Unrichtigkeit aufzuklären (Ingerenz). Aufklärungspflichten können sich ferner aus Vertragsbeziehungen ergeben. So kann etwa ein Beratungsvertrag die Parteien zur wechselseitigen Aufklärung verpflichten. Für Bankkunden besteht hingegen aus Sicht der Rechtsprechung in der Regel keine Pflicht, ihre Bank auf Fehlbuchungen zu ihren Gunsten hinzuweisen. Ebenso müssen Arbeitnehmer Arbeitgeber nicht auf versehentlich überhöhte Lohnzahlungen hinweisen.

### Irrtum
Die Täuschungshandlung muss beim Opfer einen Irrtum erregen oder aufrechterhalten, also eine Fehlvorstellung über eine Tatsache. Hierfür genügt es nach überwiegender Ansicht, wenn das Opfer die Tatsachenbehauptung des Täters für möglicherweise zutreffend hält; Restzweifel schließen die Annahme eines Irrtums also nicht aus, solange sich das Opfer letztlich von der vom Täter hervorgerufenen Vorstellung leiten lässt. Für die Annahme eines Irrtums ist es nach vorherrschender Auffassung ferner unerheblich, ob das Opfer die Unwahrheit der infragestehenden Aussage leicht hätte erkennen können, etwa aufgrund offensichtlicher Unrichtigkeiten oder Übertreibungen. Begründet wird dies damit, dass das Strafrecht auch Unerfahrene und Leichtgläubige schütze.
Kein Irrtum liegt vor, wenn sich der Täuschungsadressat über die Tatsache, über die er getäuscht wird, keine Gedanken macht. Dies ist oft beispielsweise bei der Bezahlung mit einer Kreditkarte der Fall: der Zahlungsempfänger macht sich keine Vorstellungen über die Zahlungskräftigkeit seines Kunden, da ihm aufgrund des der Kreditkarte zugrundeliegenden Rechtsverhältnisses die Leistung durch den Kartenaussteller und nicht durch seinen Kunden geschuldet wird. Täuscht der Kunde daher den Zahlungsempfänger über seine Zahlungsfähigkeit, geht dies ins Leere. In Betracht kommt daher allenfalls eine Strafbarkeit wegen versuchten Betrugs. Ähnlich verhält es sich beim Abheben von Geld an einem Bankschalter. Der Bankangestellte ist regelmäßig lediglich dazu verpflichtet, die Identität und die Deckung des Kontos zu prüfen; ob das beantragte Geld dem Kunden rechtlich zusteht, prüft er hingegen nicht. Umstritten ist, wie das Täuschen im zivilprozessualen Mahnverfahren zu bewerten ist: Damit der zuständige Rechtspfleger einem täuschungsbedingten Irrtum unterliegen kann, muss er sich eine Vorstellung über die Rechtmäßigkeit des geltend gemachten Anspruchs machen. Ob dies der Fall ist, wird aufgrund der beschränkten Überprüfungskompetenz des Rechtspflegers unterschiedlich beurteilt.
Ein Irrtum ist schließlich ausgeschlossen, wenn das Opfer die Täuschung nicht bemerkt oder kein Täuschungsadressat anwesend ist. In solchen Fällen kommt allenfalls die Annahme eines Betrugsversuchs in Betracht.

### Vermögensverfügung

#### Funktion und Inhalt des Kriteriums
Das Kriterium der Vermögensverfügung wird zwar vom Gesetz nicht gefordert, ist jedoch anerkannt, weil es das tatbestandliche Profil des Betrugstatbestands als Selbstschädigungsdelikt schärft und konkretisiert. Eine Vermögensverfügung liegt vor, wenn das Opfer sein Vermögen durch ein Tun, Dulden oder Unterlassen unmittelbar vermindert.
Zu einer tatbestandsmäßigen Vermögensminderung kommt es insbesondere durch das Eingehen einer rechtlichen Verpflichtung. Der Begriff der Verfügung ist indes weiter gefasst als der gleichlautenden Begriff aus dem Zivilrecht, weswegen er neben rechtsgeschäftlichen auch rein tatsächliche Verhaltensweisen erfasst, etwa das täuschungsbedingte Nichteintreiben einer Forderung. Auch Hoheitsakte können als Vermögensverfügung gelten.
An der Unmittelbarkeit fehlt es, wenn sich der Täter durch die Täuschung lediglich die Möglichkeit verschafft, später auf das Vermögen des Opfers unberechtigt zuzugreifen. So verhält es sich etwa, wenn er sich den Zutritt zu einer Räumlichkeit erschleicht, um im Anschluss dort stehlen zu können. Das täuschungsbedingte Hineinlassen bewirkt keine unmittelbare Vermögensverschiebung, weswegen der Täter keinen Betrug, sondern einen Trickdiebstahl begeht.

#### Abgrenzung von Diebstahl und Betrug
Aufgrund seiner Charakteristik als Selbstschädigungsdelikt steht der Betrugstatbestand in einem Exklusivitätsverhältnis zum Diebstahlstatbestand, bei dem es sich um ein Fremdschädigungsdelikt handelt. Veritable Abgrenzungsprobleme ergeben sich, sofern Tatobjekt eine Sache ist, sodass zwischen Trickdiebstahl und Sachbetrug streng unterschieden werden muss. Kommen in einem Sachverhalt sowohl Diebstahl als auch Betrug als verwirklichte Delikte in Betracht, erfolgt die Abgrenzung zwischen beiden Tatbeständen anhand des Willens des Geschädigten: Ausschlaggebend ist, ob bei der Tat ein gegen den Willen des Gewahrsamsinhabers gerichtetes Nehmen der Sache im Vordergrund steht oder eine durch Täuschung erschlichene bewusste Weggabe durch selbigen. Ist das Opfer mit dem Gewahrsamswechsel täuschungsbedingt einverstanden, liegt ein Betrug vor. Lässt er den Gewahrsamswechsel hingegen geschehen, ohne sich darüber bewusst zu sein, dass eine Gewahrsamsverschiebung zu seinen Lasten stattfindet oder erfolgt diese sogar gegen seinen Willen, handelt es sich um einen Diebstahl.
Das ungeschriebene Tatbestandsmerkmal der Vermögensverfügung wird in Konstellationen, in welchen sowohl Trickdiebstahl als auch Sachbetrug als möglich erscheinen, um die Merkmale des Verfügungsbewusstseins sowie der Freiwilligkeit und Unmittelbarkeit der Vermögensminderung ergänzt. Mithin stellt die Verfügung bei § 263 Abs. 1 StGB das Pendant zum tatbestandsausschließenden Einverständnis im Rahmen des Merkmals der Wegnahme bei § 242 Abs. 1 StGB dar.
Um einen Diebstahl handelt es sich dementsprechend beispielsweise, wenn der Täter in einem Selbstbedienungsladen eine Ware unter anderen versteckt, um sie an der Kasse vorbeizuschmuggeln. Da der Kassierer die Ware nicht wahrnimmt, kann er über diese nicht verfügen. Daher bricht der Täter den Gewahrsam des Ladeninhabers ohne dessen Willen, nimmt also eine Sache weg. Ebenfalls liegt ein Diebstahl vor, wenn sich der Täter als Amtsträger ausgibt und vorspiegelt, eine Sache zu beschlagnahmen: Zwar gibt das Opfer die Sache eigenständig heraus, allerdings erfolgt dies unter dem Eindruck hoheitlichen Zwangs, sodass es nicht freiwillig handelt.

#### Mehrpersonenverhältnisse
Zwar ist es für das Vorliegen eines Betrugs erforderlich, dass der Verfügende auch der Getäuschte ist, nicht notwendig hingegen ist, dass die Person des Getäuschten mit der des geschädigten Vermögensinhabers identisch ist. Daher kann es einen Betrug darstellen, wenn eine Person getäuscht wird und infolgedessen über fremdes Vermögen verfügt.
Um einen solchen Dreiecksbetrug handelt es sich beispielsweise beim Prozessbetrug. Hierbei täuscht der Täter einen Richter im Rahmen eines Gerichtsprozesses und veranlasst diesen dazu, eine unrichtige Entscheidung zum Nachteil der anderen Partei zu treffen.
Ein Dreiecksbetrug kann ferner vorliegen, sofern der Täter einen anderen durch Täuschung dazu bewegt, ihm eine fremde Sache zu geben. So verhält es sich etwa, wenn der Täter einem Wächter einer Sammelgarage erfolgreich vorspiegelt, er hole ein Fahrzeug im Auftrag des Eigentümers aus der Garage ab. In solchen Konstellationen stellt sich die Schwierigkeit der Abgrenzung zwischen Betrug und Diebstahl in mittelbarer Täterschaft. Da sich beide Delikte auch in Dreiecksverhältnissen gegenseitig ausschließen, besteht in Forschung und Rechtsprechung Einigkeit darüber, dass zwischen ihnen mithilfe des Merkmals der Vermögensverfügung abzugrenzen ist. Umstritten ist jedoch, nach welchen Kriterien dies erfolgt: Teilweise wird auf die tatsächliche Möglichkeit der Einwirkung auf das fremde Vermögen abgestellt. Nach dieser als Nähetheorie bezeichneten Auffassung liegt eine Vermögensverfügung und damit ein Betrug vor, wenn der Getäuschte in der Lage ist, über das fremde Vermögen zu verfügen. In eine ähnliche Richtung weist die Lagertheorie, wonach es darauf ankommt, ob der Täter dem Lager des Geschädigten zuzuordnen ist, was zutrifft, wenn er die Aufgabe hat, das Vermögen des Geschädigten zu bewahren und zu hüten. Maßgeblich für die Zuordnung zum Lager des Geschädigten ist hierbei die subjektive Vorstellung des Verfügenden und die Antwort auf die Frage, ob der Getäuschte (gutgläubig) im Interesse des Geschädigten tätig sein möchte. Diesen Ansätzen steht eine Auffassung gegenüber, die auf das Vorliegen einer rechtlichen Verfügungsbefugnis abstellt. Die Weggabe einer fremden Sache stellt nach dieser als Befugnistheorie bezeichneten Auffassung lediglich in solchen Fällen einen Betrug dar, in denen der Getäuschte zur Weggabe der Sache berechtigt ist.

### Vermögensschaden

#### Wirtschaftliche Lehre

##### Grundkonzept
Ein Betrug setzt weiterhin voraus, dass die Verfügung des Getäuschten in einem Vermögensschaden resultiert. Ein solcher liegt vor, wenn der durch die Verfügung erlittene Verlust nicht durch einen Gegenwert, etwa einen Anspruch, kompensiert wird. Nach vorherrschender Auffassung ist der Vermögensschaden nach Maßgabe des Saldierungsprinzips zu berechnen. Hierzu werden die Vermögenslagen des Opfers, die vor und nach der Verfügung bestehen, einander gegenübergestellt. Hat sich die Vermögenslage infolge der Verfügung verringert, liegt ein Vermögensschaden vor.
Unter Anwendung des Saldierungsprinzips ist ein Schaden beispielsweise zu bejahen, wenn der Verkäufer dem Käufer anstelle der vereinbarten Wollhose eine Hose übereignet, die aus billigerem Kunstfasermaterial gefertigt ist (Erfüllungsbetrug). Ein Vermögensschaden verursacht ebenfalls, wer sich eine Geldzahlung erschleicht, indem er in einer Rechnung Posten angibt, die in Wahrheit nicht angefallen sind. Hierbei handelt es sich um einen vor allem im Gesundheitswesen praxisrelevanten Abrechnungsbetrug.
Kein Vermögensschaden liegt demgegenüber vor, wenn sich die Vermögenslage des Opfers in Folge der Verfügung nicht verschlechtert. Hierzu kommt es insbesondere, wenn das Opfer unmittelbar durch die Verfügung einen adäquaten Ausgleich erwirbt. Die Annahme eines Betrugs scheidet daher beispielsweise aus, wenn das Opfer durch ein täuschungsbedingt abgeschlossenes Abonnement Zeitschriften zum marktüblichen Preis erwirbt. Gleiches gilt, wenn das Opfer eine fälschlich als Sonderangebot angepriesene Ware erwirbt, die objektiv den entrichteten Preis wert ist. Behauptet der Täter etwa, eine Wollhose als Sonderangebot zu verkaufen, obwohl diese lediglich aus Kunstfasermaterial besteht, liegt kein Schaden vor, sofern die Hose zu einem Preis gekauft wird, der dem Materialwert entspricht.
Außer Acht bleiben im Rahmen der Saldierung gesetzliche Ersatzansprüche, die etwa wegen einer vorsätzlichen sittenwidrigen Schädigung (§ 826 BGB) entstehen. Gleiches gilt für Gestaltungsrechte, etwa das Recht zur Anfechtung wegen arglistiger Täuschung. Da diese Ansprüche und Rechte jedem vorsätzlich Getäuschten zustehen, widerspräche ihre Bewertung als Schadenskompensation der Existenz des Betrugstatbestands.

##### Individueller Schadenseinschlag
Die Lehre vom individuellen Schadenseinschlag stellt eine Ausnahme vom Prinzip des rein wirtschaftlichen Vergleichs von Vermögenspositionen dar. Hiernach liegt ein betrugsrelevanter Vermögensschaden auch in Fällen vor, in denen das Opfer zwar eine werthaltige Gegenleistung erhält, es sich allerdings infolge der Täuschung finanziell derart verausgabt, dass es fürchten muss, seinen Lebensunterhalt nicht mehr bestreiten zu können. Die Rechtsprechung entwickelte diese Figur im Melkmaschinen-Fall von 1961. Dort hatte der Täter seinen Opfern vorgespiegelt, seinen Opfern Melkmaschinen zu besonders günstigen Konditionen anzubieten, um sie zum Vertragsschluss zu bewegen. In Wahrheit hatte er einen marktüblichen Preis gefordert. Obwohl der Wert der Melkmaschinen dem des entrichteten Kaufpreises entsprach, bejahte der Bundesgerichtshof einen Vermögensschaden auf Seiten der Käufer, die sich zwecks Wahrnehmung des vermeintlichen Schnäppchens finanziell verausgabt hatten. Der Erwerb der Maschinen zum marktüblichen Preis habe dies nicht kompensieren können; dies wäre lediglich geschehen, wenn es sich tatsächlich um ein Schnäppchen gehandelt hätte.
Ein individueller Schadenseinschlag liegt nach der Rechtsprechung ebenfalls vor, wenn das Opfer eine wirtschaftlich gleichwertige Kompensation erhält, die aus dessen Sicht nutzlos ist. Dies trifft beispielsweise zu, wenn das Opfer infolge einer Täuschung durch den Täter Fachzeitschriften abonniert, deren Inhalt es nicht versteht: Selbst wenn das Eigentum an diesen Zeitschriften wertmäßig die mit dem Vertrag verbundene Zahlungspflicht ausgleicht, führt die Nutzlosigkeit der erworbenen Sache für das Opfer dazu, dass die Vermögensverfügung nicht kompensiert wird. Gleiches gilt für den täuschungsbedingten Erwerb eines Lexikons durch eine Person, die dessen Inhalt erkennbar nicht verstehen kann.

##### Uneigennütziger Zweck der Verfügung
Eine weitere Ausnahme von der reinen Saldierung von Vermögenswerten machen die Vertreter der wirtschaftlichen Lehre im Fall der einseitigen Leistung des Opfers: Erwartet das Opfer keine Gegenleistung, etwa weil es Geld für einen guten Zweck spendet, akzeptiert es den Eintritt einer Vermögenseinbuße, was der Annahme eines strafwürdigen Vermögensschadens entgegensteht. Die Vertreter des wirtschaftlichen Vermögensbegriffs halten in solchen Fällen dennoch den Betrugstatbestand für anwendbar, wenn der Täter das Spendengeld zweckentfremdet. Hierzu messen sie dem vom Opfer verfolgten sozialen Zweck einen Vermögenswert bei, sofern dieser für das Opfer den ausschlaggebenden Anreiz zur Verfügung darstellt. Dementsprechend scheidet eine Betrugsstrafbarkeit aus, wenn die Förderung des sozialen Zwecks lediglich eine von mehreren Motivationen zur Vornahme der Verfügung darstellt. So verhält es sich regelmäßig, wenn der Täter dem Opfer eine Sache verkauft und hierbei verspricht, ein Teil des Erlöses käme einem sozialen Zweck zugute: In diesem Fall ist das Hauptmotiv der Vermögensverfügung regelmäßig der Erwerb der Sache, sodass der soziale Zweck keinen Vermögenswert besitzt.
Mit vergleichbarer Begründung kann es einen Betrug darstellen, durch Täuschung Subventionsleistungen zu erlangen und diese entgegen dem Subventionszweck einzusetzen.

#### Zweckverfehlungslehre
Dem Konzept des individuellen Schadenseinschlags werfen einige Rechtswissenschaftler vor, sich nicht in die Betrugssystematik einzufügen: Da der Betrugstatbestand die Bereicherung durch eine täuschungsbedingte Vermögensverschiebung zum Gegenstand hat, müsse der beim Opfer eingetretene Schaden zu einem Vermögensgewinn auf Seiten des Täters führen. Dies sei jedoch nicht der Fall, wenn der Schaden allein darin liegt, dass das Opfer keine Verwendung für die empfangene Leistung hat oder hierfür unverhältnismäßige Ausgaben tätigt. Darüber hinaus kollidiere die Lehre vom individuellen Schadenseinschlag mit dem strafrechtlichen Bestimmtheitsgebot, weil sie eine Strafbarkeitsvoraussetzung an die Motivation des Opfers koppelt. Um dies zu vermeiden, übertragen einige Rechtswissenschaftler die Grundsätze der wirtschaftlichen Lehre bei uneigennützigen Vermögensverfügungen auf alle Arten der Vermögensverfügungen. Nach diesen Ansatz liegt ein Vermögensschaden vor, wenn die Vermögensverfügung nicht den Zweck erreicht, den der Verfügende hiermit verfolgt. Spiegelt demnach beispielsweise ein Verkäufer seinem Käufer vor, dass die Kaufsache eine bestimmte Beschaffenheit aufweist, macht er sich hiernach auch dann wegen Betrugs strafbar, wenn die Kaufsache ihren Preis objektiv wert ist, weil das Opfer nicht die Ware erhält, die es durch seine Vermögensverfügung erhalten wollte.

#### Gefährdungsschaden
Ebenso wie bei der Untreue geht die vorherrschende Auffassung davon aus, dass bereits die Gefahr eines Vermögensverlusts die Annahme eines Vermögensschadens rechtfertigen kann. Ein solcher Gefährdungsschaden setzt voraus, dass bei wirtschaftlicher Betrachtung die Gefahr eines Verlusts letzterem annähernd gleichsteht. Auf der Figur des Gefährdungsschadens fußt insbesondere die Fallgruppe des Eingehungsbetrugs. Hier verpflichtet sich das Opfer täuschungsbedingt gegenüber dem Täter zu einer Leistung; so etwa, wenn er einen Kaufvertrag mit einem Verkäufer abschließt, der lediglich vorspiegelt, den Vertrag erfüllen zu wollen. In einem solchen Fall ergibt sich der Vermögensschaden daraus, dass der Käufer als Gegenleistung für seine Verpflichtung zur Kaufpreiszahlung einen Anspruch erwirbt, der faktisch einen geringen Wert hat, weil der Verkäufer nicht erfüllungsbereit ist. Im Rahmen der Saldierung wird also die Werthaltigkeit der wechselseitigen Forderungen miteinander verglichen, wobei neben dem finanziellen Wert des Anspruchs auch die Wahrscheinlichkeit seiner Durchsetzung und der hiermit verbundene Aufwand berücksichtigt werden.
Um eine besondere Form des Eingehungsbetrugs handelt es sich beim Anstellungsbetrug. Hierbei gelangt der Täter durch Täuschung in ein Anstellungsverhältnis. Ein Schaden liegt nach wirtschaftlicher Betrachtungsweise vor, wenn die Arbeitsleistung des Täters qualitativ hinter der zu erwartenden Leistung zurückbleibt. Handelt es sich um eine Beamten- oder Richterstelle, kann ein Schaden auch darin liegen, dass sich der Täter aufgrund seines Lebenslaufs nicht für eine solche Vertrauensposition eignet, etwa wegen Vorstrafen oder einer früheren Tätigkeit im Ministerium für Staatssicherheit.
Ein Gefährdungsschaden kommt ebenfalls in Betracht, wenn sich jemand infolge einer Täuschung eine Kreditkarte ausstellen lässt. Die Gefahr des Vermögensverlusts liegt hierbei darin, dass der Täter durch Überlassung der Karte die Möglichkeit erhält, den Kartenaussteller zu Zahlungen zu verpflichten. Weiterhin kommt die Annahme eines Gefährdungsschadens in Betracht, wenn der Täter durch Täuschung einen Vollstreckungstitel gegen das Opfer erschleicht.
Schließlich findet die Figur des Gefährdungsschadens in Fällen Anwendung, in denen der Täter eine fremde Sache ohne Einwilligung des Eigentümers entgeltlich an einen Dritten veräußert. Soweit dieser Erwerb nach den Regeln über den Erwerb vom Nichtberechtigten wirksam ist, erlangt das Opfer als Ausgleich für seine Vermögensverfügung Eigentum. Das Reichsgericht bejahte in solchen Fällen dennoch einen Vermögensschaden, da dem Erwerb ein sittlicher Makel anhafte, weshalb der Eigentumserwerb den Vermögensverlust nicht vollständig kompensiere. Diese als Makeltheorie bezeichnete Ansicht gilt indessen mittlerweile als überholt, weil die Annahme eines makelbehafteten Eigentumserwerbs der Anerkennung des gutgläubigen Erwerbs durch das Zivilrecht widerspricht. Die Annahme eines Gefährdungsschadens kommt jedoch nach verbreiteter Sichtweise in Betracht, sofern der redliche Erwerber fürchten muss, vom früheren Eigentümer erfolgreich auf Herausgabe verklagt zu werden.

### Vorsatz und Absicht der rechtswidrigen Bereicherung
Eine Strafbarkeit wegen Betrugs erfordert gemäß § 15 StGB, dass der Täter zumindest mit bedingtem Vorsatz handelt. Hierbei genügt Eventualvorsatz. Der Täter muss daher zumindest Kenntnis von den Tatumständen haben und den Eintritt des Taterfolgs billigend in Kauf nehmen.
Zusätzlich muss der Täter in der Absicht handeln, sich oder einen Dritten zu bereichern. Dies ist der Fall, wenn es ihm gerade darauf ankommt, dass ihm oder einem Dritten ein Vermögensvorteil aus der Tat zukommt. Der angestrebte Vermögensvorteil muss stoffgleich zum Vermögensschaden des Opfers sein. Dies trifft zu, wenn der Schaden des Opfers der Bereicherung des Täters entspricht, die Bereicherung also die unmittelbare Kehrseite des Schadens darstellt. Dieses ungeschriebene Kriterium bringt den Charakter des Betrugs als Vermögensverschiebungsdelikt zum Ausdruck und klammert Fälle aus, deren Unrechtsgehalt sich von dem unterscheidet, das § 263 StGB sanktionieren soll. Hierzu zählen etwa Fälle, in denen sich der Täter nicht durch die Vermögensverfügung des Opfers, sondern durch die Provisionszahlung eines Dritten bereichern will.
Schließlich muss der angestrebte Vermögensvorteil rechtswidrig sein. Hieran fehlt es beispielsweise, wenn dem Täter ein durchsetzbarer Anspruch auf den erschlichenen Vermögensvorteil zusteht. Hinsichtlich der Rechtswidrigkeit muss der Täter vorsätzlich handeln. Daran fehlt es insbesondere, wenn er irrig annimmt, im Recht zu sein.

## Versuch, Vollendung und Beendigung
Die Strafbarkeit des versuchten Betrugs folgt aus § 263 Abs. 2 StGB. Der Täter versucht die Tat, indem er unmittelbar zu einer Täuschungshandlung ansetzt, um das Opfer in dessen Vermögen zu schädigen. Dies ist etwa in Fällen gegeben, in denen der Täter das Opfer täuscht, dieses jedoch die Täuschung durchschaut und daher nicht über sein Vermögen verfügt. Ebenfalls nur versucht wird der Betrug, wenn der Täter täuscht, ohne dass dies jemand wahrnimmt. So verhält es sich etwa, wenn der Täter an einer Tankstelle Zahlungsfähigkeit vorspiegeln will, ohne dass der Tankvorgang beobachtet wird. Täuscht der Täter das Opfer, um sich dessen Vertrauen zwecks späterer Begehung eines Betrugs zu erschleichen, stellt dies noch kein unmittelbares Ansetzen dar, weil die Herbeiführung des Vermögensschadens noch weiteres Handeln des Täters erfordert.
Der Betrug ist vollendet, sobald das Vermögen des Opfers infolge der Vermögensverfügung gemindert ist. Beendigung tritt ein, sobald der Täter den angestrebten Vermögensvorteil endgültig erhält. So verhält es sich etwa beim Eingehungsbetrug, wenn dem betrügerisch handelnden Verkäufer der Kaufpreis gutgeschrieben wird.

## Prozessuales und Strafzumessung

### Strafrahmen und Verfolgbarkeit
Für den Betrug kann im Grundsatz eine Freiheitsstrafe bis zu fünf Jahren oder eine Geldstrafe verhängt werden. Damit handelt es sich beim Betrug gemäß § 12 Abs. 2 StGB um ein Vergehen. Gleiches gilt für die von § 263 Abs. 3 StGB erfassten besonders schweren Fälle mit Regelbeispielen, die den Strafrahmen auf eine Freiheitsstrafe zwischen sechs Monaten und zehn Jahren anheben. Liegen die Voraussetzungen der Qualifikation des § 263 Abs. 5 StGB vor, steigt der Freiheitsstrafrahmen auf mindestens ein Jahr Freiheitsstrafe an, wodurch der Betrug die Qualität eines Verbrechens erlangt.
Beim Betrug handelt es sich grundsätzlich um ein Offizialdelikt, weshalb Behörden die Strafverfolgung auch ohne Strafantrag aufnehmen können. Anderes gilt jedoch in zwei Ausnahmekonstellationen: Gemäß § 247 StGB, auf den § 263 Abs. 4 StGB verweist, setzt die Verfolgung durch die Staatsanwaltschaft einen Strafantrag zwingend voraus, wenn sich die Tat gegen einen Angehörigen, einen Vormund oder einen Betreuer richtet. Weil eine Strafverfolgung hier ohne Strafantrag nicht möglich ist, handelt es sich in dieser Konstellation um ein absolutes Antragsdelikt. Gemäß § 248a StGB ist ein Strafantrag grundsätzlich erforderlich, wenn die Tat lediglich einen geringwertigen Vermögensschaden verursacht. Ein solcher liegt nach überwiegender Auffassung bis zu einer Schadenssumme von 50 € vor. In dieser Konstellation kann die Staatsanwaltschaft ohne Strafantrag ermitteln, wenn sie wegen des besonderen öffentlichen Interesses an der Strafverfolgung ein Einschreiten von Amts wegen für geboten hält. Daher handelt es sich um ein relatives bzw. bedingtes Antragsdelikt.
Einfacher Betrug wird in der Regel durch die Schutzpolizei bearbeitet, schwerwiegendere Fälle durch die Kriminalpolizei. Bestimmte schwerwiegende Fälle von Betrug können auch zur Wirtschaftskriminalität zählen. Dies ist etwa der Fall, soweit im Rahmen des ersten Rechtzuges eine Strafkammer gemäß § 74c Abs. 1 S. 1 GVG als Wirtschaftsstrafkammer zuständig ist. Diese sind in der Regel Kammern des Landgerichts.
Mit der Beendigung der Tat beginnt gemäß § 78a StGB die Verfolgungsverjährung. Diese beträgt gemäß § 78 Abs. 3 Nr. 4 StGB fünf Jahre.

### Regelbeispiele
Für besonders schwere Fälle erhöht § 263 Abs. 3 StGB den Strafrahmen auf eine Freiheitsstrafe zwischen sechs Monaten und zehn Jahren. Das Vorliegen eines besonders schweren Falls wird durch mehrere Regelbeispiele indiziert.
Um einen besonders schwereren Fall des Betrugs handelt es sich gemäß § 263 Abs. 3 S. 2 Nr. 1 Var. 1 StGB in der Regel, wenn die Tat gewerbsmäßig begangen wird. Gewerbsmäßig handelt der Täter, wenn er sich aus wiederholter Begehung von Betrugstaten eine fortlaufende Einnahmequelle von nicht unerheblicher Dauer und einigem Umfang verschaffen will. Gewerbsmäßig erfolgt bereits die erste Betrugstat, wenn der Täter diese in der Absicht begeht, weitere Taten folgen zu lassen. Auch bei der Gewerbsmäßigkeit handelt es sich um ein besonders persönliches Merkmal.
Als weiteres Regelbeispiel nennt § 263 Abs. 3 S. 2 Nr. 1 Var. 2 StGB die bandenmäßige Begehung. Bei einer Bande handelt es sich um eine Gruppe von mindestens drei Personen, die sich durch eine Bandenabrede zur fortgesetzten Begehung von Betrugstaten oder Urkundsdelikten zusammengeschlossen haben. Als Bandenmitglied handelt der Täter, wenn er die jeweilige Tat auf Grundlage der Bandenabrede begeht. Nicht erforderlich ist – anders als beim bandenmäßigen Diebstahl – dass die Tat gemeinsam mit einem anderen Bandenmitglied begangen wird. Die Tat muss allerdings einen Bezug zur Bandenabrede aufweisen. Ein solcher kann beispielsweise darin liegen, dass die Vorteile der einzelnen Tat der gesamten Bande zukommen sollen. Bei der Bandenmitgliedschaft handelt es sich um ein besonderes persönliches Merkmal im Sinne von § 28 Abs. 2 StGB, was für die Beurteilung der Strafbarkeit anderer Tatbeteiligter von Bedeutung ist.
Weiterhin benennt § 263 Abs. 3 S. 2 Nr. 2 StGB das Herbeiführen eines großen Vermögensverlusts als Regelbeispiel. Einen solchen nimmt die Rechtsprechung ab einem Schaden in Höhe von 50.000 € an. Weil das Gesetz ausdrücklich einen Verlust fordert, genügt der Eintritt eines Gefährdungsschadens an dieser Stelle nicht.
Ebenfalls strafschärfend wirkt es, wenn der Täter beabsichtigt, durch die fortgesetzte Begehung von Betrugstaten eine große Zahl von Menschen in die Gefahr des Verlustes von Vermögenswerten zu bringen. Ab wie vielen Personen von einer großen Anzahl auszugehen ist, ist in der Rechtswissenschaft streitig: Teilweise werden 50 Personen für notwendig gehalten, teilweise 20, teilweise lediglich zehn.
Ein schwerer Fall liegt ferner regelmäßig vor, wenn das Opfer durch die Tat in wirtschaftliche Not gerät. So verhält es sich, wenn das Opfer nicht in der Lage ist, ohne die Hilfe Dritter seinen Lebensunterhalt zu erbringen.
Ein besonders schwerer Fall kommt darüber hinaus in Betracht, wenn der Täter zur Begehung des Betrugs seine Befugnisse oder seine Stellung als Amtsträger missbraucht. Als Amtsträger gelten gemäß § 11 Abs. 1 Nr. 2 StGB Beamte, Richter, sonstige Amtsinhaber sowie Personen, die Aufgaben der öffentlichen Verwaltung wahrnehmen. Ebenfalls erfasst die Norm europäische Amtsträger. Beispielhaft für dieses Regelbeispiel ist das bewusst fehlerhafte Ausüben von Ermessensspielräumen. Bei der Amtsträgereigenschaft handelt es sich um ein besonderes persönliches Merkmal.
Gemäß § 263 Abs. 3 S. 2 Nr. 5 StGB stellt schließlich das Vortäuschen eines Versicherungsfalls einen besonders schweren Betrug dar, sofern der Täter hierzu eine Brandstiftung begeht oder ein Schiff versenkt oder stranden lässt. Dieses Regelbeispiel beruht auf dem früheren Tatbestand des Versicherungsbetrugs, der mit Wirkung zum 1. April 1998 abgeschafft wurde.

### Qualifikation
§ 263 Abs. 5 StGB enthält eine Qualifikation, die den Strafrahmen des Betrugs auf ein bis zehn Jahre anhebt. Dies liegt vor, wenn der Täter gewerbsmäßig und als Mitglied einer Bande handelt, die sich zur fortgesetzten Begehung des Betrugs, des Computerbetrugs, der Urkundenfälschung, der Fälschung technischer Aufzeichnungen oder der Fälschung beweiserheblicher Daten verbunden hat. Die Qualifikation des Abs. 5 wurde durch das Sechste Gesetz zur Reform des Strafrechts von 1998 eingeführt und vom Gesetzgeber als „echte Qualifikation“ bezeichnet.

## Gesetzeskonkurrenzen
Werden im Zusammenhang mit einer Tat nach § 263 StGB weitere Delikte verwirklicht, stehen diese Begehungen zum Betrug in Gesetzeskonkurrenz. Eine Tateinheit (§ 52 StGB) kommt zu Deliktsbegehungen in Betracht, die in einem räumlich-zeitlichen Zusammenhang zur Betrugshandlung stehen. Dies trifft zunächst häufig auf Äußerungsdelikte zu, da insbesondere der Prozessbetrug typischerweise durch eine Falschaussage begangen wird. Auch zu Fälschungsdelikten besteht häufig Tateinheit, da diese Delikte regelmäßig der Vorbereitung des Betrugs dienen.
Das Steuerstrafrecht beansprucht gegenüber dem Betrug als lex specialis Vorrang. Gleiches gilt für den Tatbestand des Subventionsbetrugs. Die Unterschlagung ist hingegen gemäß § 246 Abs. 1 StGB gegenüber dem Betrug formell subsidiär. Gleiches gilt für die betrugsnahen Auffangdelikte des Versicherungsmissbrauchs (§ 265 StGB) und des Erschleichens von Leistungen (§ 265a StGB).
Eine Wahlfeststellung kommt aus Sicht der Rechtsprechung insbesondere im Verhältnis zum Computerbetrug, zur Unterschlagung und zur Hehlerei (§ 259 StGB) in Betracht. Für ausgeschlossen hält sie diese hingegen im Verhältnis zum Diebstahl, da beide Delikte aufgrund ihrer strukturellen Verschiedenheit rechtsethisch nicht miteinander vergleichbar seien.

## Kriminologie
Das Bundeskriminalamt gibt jährlich eine Statistik über alle in Deutschland gemeldeten Straftaten heraus, die Polizeiliche Kriminalstatistik. Seit 1993 erfasst diese das gesamte Bundesgebiet. Die Statistiken von 1991 und 1992 erfassen die alten Bundesländer und das gesamte Berlin. Frühere Statistiken erfassen lediglich die alten Bundesländer.
Die Statistik fasst sämtliche Betrugsdelikte (§ 263–§ 265b StGB) zusammen, um im Anschluss nach unterschiedlichen Tatbeständen und Begehungsformen des allgemeinen Betrugs (§ 263 StGB) zu unterscheiden. Im Jahr 2024 wurden insgesamt 743.472 Betrugsdelikte gemeldet. Diese Deliktsgruppe zählt hiermit zu einer der am häufigsten verwirklichten Deliktsgruppen, deren zahlenmäßige Bedeutung tendenziell weiter zunimmt. Die Entwicklung der Betrugsdelikte bemisst sich in hohem Maß nach den Entwicklungen im Wirtschaftsverkehr: Änderungen in der Rechtslage oder verbesserte Schutzmaßnahmen auf Seiten der Tatopfer können Varianten des Betrugs verhindern oder zumindest für die Täter unattraktiv erscheinen lassen.
Der Betrug nach § 263 StGB tritt in zahlreichen Formen mit unterschiedlichen wirtschaftlichen Folgen in Erscheinung. Eine zahlenmäßig häufige Gruppe bei den Begehungsformen innerhalb des Tatbestands des § 263 StGB stellen der Waren- und der Warenkreditbetrug dar. Die Höhe der verursachten Vermögensschäden fällt regelmäßig umso höher aus, je enger die Tat einen Bezug zum Wirtschaftsleben aufweist. Die höchsten Schadenssummen entfallen auf den Betrug bei Geldkrediten, Geschäftsbeteiligungen und Kapitalanlagen.
Die Aufklärungsquote entwickelt sich beim Betrug seit vielen Jahren rückläufig. Ihren bisherigen Tiefststand erreichte sie 2022. Dort wurden 58,0 % aller gemeldeten Betrugsdelikte aufgeklärt. Als besonders hoch schätzen Rechtswissenschaftler das Dunkelfeld des Betrugs ein, da vermutlich nur ein geringer Bruchteil der Taten angezeigt wird. Als Ursache wird hierfür vermutet, dass Opfer aus unterschiedlichen Motiven oft nicht wünschen, dass die Betrugstat bekannt wird. Zudem bleiben Betrugsdelikte ihren Opfern oft verborgen.
In seiner Studie zur Entwicklung der Gewaltkriminalität, die in den Jahren zwischen 1960 und 2000 trotz zeitweise anderer Tendenzen ebenfalls deutlich zugenommen hat, stellt der Soziologe und zeitweise wissenschaftlicher Mitarbeiter im Bundeskriminalamt Christoph Birkel einen Zusammenhang zu Globalisierungsprozessen und der damit einhergehenden Ökonomisierung der Gesellschaft her. Durch die Betonung monetären Erfolgs werde ein exzessiver Individualismus begünstigt, was Delikte wie Betrug, Bestechung und sonstige Wirtschaftskriminalität ebenso anwachsen lasse wie die Gewaltdelinquenz. Obwohl sich beide Tätergruppen durchaus unterscheiden, stellt Birkel sie als Gegenspieler derselben gesellschaftlichen Veränderungen vor. Bei den einen leisteten sie der Bereitschaft Vorschub, sich illegal mit Hilfe der erwähnten Delikte zu bereichern, bei den anderen, sich mit – wie Birkel es nennt – „kompensatorisch-expressiver Gewalt“ zu wehren.
|      | Erfasste Fälle | Erfasste Fälle        | Erfasste Fälle                                |                  |
| Jahr | Insgesamt      | Pro 100.000 Einwohner | Anteil der versuchten Taten (absolut/relativ) | Aufklärungsquote |
| ---- | -------------- | --------------------- | --------------------------------------------- | ---------------- |
| 1987 | 358.493        | 586,3                 | 20.196 (5,6 %)                                | 90,7 %           |
| 1988 | 368.776        | 602,2                 | 22.095 (6,0 %)                                | 89,9 %           |
| 1989 | 401.352        | 650,3                 | 36.050 (9,0 %)                                | 91,2 %           |
| 1990 | 363.888        | 580,6                 | 24.013 (6,6 %)                                | 90,0 %           |
| 1991 | 371.542        | 571,6                 | 20.770 (5,6 %)                                | 87,6 %           |
| 1992 | 407.492        | 619,6                 | 20.354 (5,0 %)                                | 84,6 %           |
| 1993 | 528.410        | 652,6                 | 25.437 (4,8 %)                                | 81,2 %           |
| 1994 | 587.423        | 722,2                 | 32.961 (5,6 %)                                | 79,0 %           |
| 1995 | 623.182        | 764,3                 | 30.279 (4,9 %)                                | 78,6 %           |
| 1996 | 648.650        | 792,8                 | 31.324 (4,8 %)                                | 80,9 %           |
| 1997 | 670.845        | 818,0                 | 32.367 (4,8 %)                                | 81,1 %           |
| 1998 | 705.529        | 859,8                 | 30.034 (5,5 %)                                | 82,1 %           |
| 1999 | 717.333        | 874,4                 | 36.317 (5,1 %)                                | 82,7 %           |
| 2000 | 771.367        | 938,8                 | 36.240 (4,7 %)                                | 79,9 %           |
| 2001 | 793.403        | 964,5                 | 38.487 (4,9 %)                                | 79,4 %           |
| 2002 | 788.203        | 956,1                 | 39.301 (5,0 %)                                | 79,3 %           |
| 2003 | 876.032        | 1.061,4               | 42.959 (4,9 %)                                | 79,5 %           |
| 2004 | 941.859        | 1.141,2               | 49.504 (5,3 %)                                | 81,4 %           |
| 2005 | 949.921        | 1.151,4               | 55.006 (5,8 %)                                | 83,1 %           |
| 2006 | 954.277        | 1.157,6               | 56.384 (5,9 %)                                | 83,8 %           |
| 2007 | 912.899        | 1.109,0               | 58.292 (6,4 %)                                | 83,3 %           |
| 2008 | 877.906        | 1.079,9               | 60.432 (6,8 %)                                | 81,7 %           |
| 2009 | 955.804        | 1.165,6               | 75.794 (7,5 %)                                | 81,3 %           |
| 2010 | 968.162        | 1.183,5               | 79.584 (8,2 %)                                | 79,9 %           |
| 2011 | 934.882        | 1.143,6               | 81.122 (8,1 %)                                | 78,3 %           |
| 2012 | 958.515        | 1.171,2               | 90.047 (9,4 %)                                | 77,4 %           |
| 2013 | 937.891        | 1.164,7               | 89.576 (9,6 %)                                | 76,2 %           |
| 2014 | 968.866        | 1.199,6               | 88.098 (9,1 %)                                | 76,8 %           |
| 2015 | 966.326        | 1.190,1               | 90.079 (9,3 %)                                | 76,4 %           |
| 2016 | 899.043        | 1.094,0               | 87.944 (9,8 %)                                | 75,0 %           |
| 2017 | 910.352        | 1.103,2               | 98.075 (10,8 %)                               | 73,7 %           |
| 2018 | 840.783        | 1.015,5               | 97.676 (11,6 %)                               | 70,6 %           |
| 2019 | 832.966        | 1.003,3               | 107.334 (12,9 %)                              | 66,6 %           |
| 2020 | 808.074        | 971,6                 | 93.901 (11,6 %)                               | 65,5 %           |
| 2021 | 793.622        | 954,4                 | 93.664 (11,8 %)                               | 63,3 %           |
| 2022 | 801.412        | 962,8                 | 109.306 (13,6 %)                              | 58,0 %           |
| 2023 | 754.489        | 894,4                 | 84.800 (11,2 %)                               | 59,4 %           |
| 2024 | 743.472        | 878,1                 | 75.929 (10,2 %)                               | 60,9 %           |